# Rachèl van Olm
Rachel van Olm (Rotterdam, 21 oktober 1967) is een Rotterdamse programmamaakster, tv-regisseur, theaterdirecteur en onderneemster.

## Carrière
In oktober 2001 won Rachel van Olm tijdens het Gouden Televizier-Ring Gala de Gouden Stuiver voor haar VPRO  jeugdtelevisieprogramma Zaai, de publieksprijs voor het beste televisieprogramma voor de jeugd. De serie werd geschreven door Paul Groot en was op televisie te zien in Villa Achterwerk van 1998 tot 2003. In de serie speelden Plien van Bennekom, Bianca Krijgsman en Joep Onderdelinden de hoofdrollen.
Van Olm startte in 1992 haar carrière  bij het Rotterdamse film- en televisiebedrijf Neon Film van Bob Visser. Ze produceerde ook de tv-pilot ZieNN met presentator Francisco van Jole, Radio Rijnmond presentator Roland Vonk en cabaretier Harry-Jan Bus plus Scenes from Rotterdam van Karen de Bok en Mijke de Jong.
In 1995 organiseerde zij in het Oude Luxor de Ode aan Jaap Valkhoff dat in 1996 een vervolg kreeg met de theatervoorstelling De Oasebar met in de hoofdrollen Joke Bruijs en John Buijsman.
Van 1992 tot 2003 was zij werkzaam voor Villa Achter van de VPRO. Daar produceerde zij o.a. het absurdistische jeugdtelevisie programma Rembo & Rembo met Maxim Hartman en Theo Wesselo, Potje Sport en Kattenkwaad. In 2000 volgde zij de opleiding één-cameraregie aan de Media-Academie in Hilversum. In 2005 maakte zij voor het International Film Festival Rotterdam (IFFR) de korte film DOT met in de hoofdrol zangeres en voormalig Idols-deelnemer Dewi Pechler.
In 2008 opent Harry-Jan Bus samen met programmamaakster Rachèl van Olm Theater Walhalla aan het Deliplein op het voormalige zeemanskwartier en hoerenwijk Katendrecht.. Naast de voorstellingen in het theater initiëren zij diverse festivals zoals De Nacht van de Kaap, De Ronde van Katendrecht , Kid Dynamite Jazz Festival en het Welkom Thuis Straattheater festival.
In januari 2010 openen Harry-Jan Bus en Rachel van Olm aan hetzelfde Deliplein het restaurant De Jonge de Jong waarvan in 2012 de naam wordt veranderd in De Matroos en het Meisje. In oktober 2015 wordt Theater Walhalla uitgebreid met Kantine Walhalla. Een theaterzaal en café-restaurant.
In 2010 winnen de beide oprichters van Theater Walhalla de Van der Leeuwprijs voor privaat initiatief met meerwaarde voor de stad en in hetzelfde jaar ontvangen zij de Laurenspenning voor hun verdiensten voor het culturele en sociale leven in de Rotterdamse wijk Katendrecht. In 2012 winnen zij met theater Walhalla de Job Dura Prijs als “inspirerend en zeer sympathiek voorbeeld van een hedendaags cultuurgebouw”, dat bovendien maatschappelijk betrokken en duurzaam is”.
Voor Theater Walhalla regisseert  Rachel van Olm diverse theaterproducties soms in samenwerking met Stefan van Hees van het Rotterdams Wijktheater. Zoals in 2015 de community-art productie Feyenoord de Opera, die in mei/juni van dat jaar werd opgevoerd in en rond het Feyenoordstadion De Kuip. In 2017 regisseert zij buurtsoap Café de Kapenees.
In 2018 maakt van Olm het programma, Gelül. Een theater-talkshow over supporters en Feyenoord. En er waren columns voor Jan Oudenaarden, Christopher Blok, en Ivo Opstelten. De talkshow werd gepresenteerd door oud SP fractievoorzitter Emiel Roemer. De maandelijkse show werd aan het eind van het theaterseizoen in een grote openluchtversie afgesloten met Gelül-XL op het Feyenoordtrainingscomplex Varkenoord.
In hetzelfde jaar richten Bus en van Olm, Werkplaats Walhalla, op een productiehuis voor jonge talent.
In 2022 winnen Harry-Jan Bus en Rachel van Olm K.P Van der Mandele penning.